# Đại học Middlebury
Đại học Middlebury (tiếng Anh: Middlebury College) là một trường Đại học Giáo dục Khai phóng tư nhân phi lợi nhuận tọa lạc tại Middlebury, bang Vermont, Hoa Kỳ. Được thành lập vào năm 1800 bởi Giáo đoàn, trường hiện có 2.526 sinh viên từ tất cả 50 tiểu bang của Mỹ và 74 quốc gia trên thế giới. Middlebury cung cấp 44 chuyên ngành về nghệ thuật, nhân văn, văn học, ngoại ngữ, khoa học xã hội và khoa học tự nhiên.
Đây là tổ chức giáo dục Đại học đầu tiên của Mỹ cấp bằng cử nhân cho một người Mỹ gốc Phi là Alexander Twilight vào năm 1823. Middlebury cũng là một trong những trường Đại học Giáo dục Khai phóng đầu tiên ở Vùng New England cho phép nữ giới vào học vào năm 1883. Năm 1886, May Belle Chellis là người phụ nữ đầu tiên tốt nghiệp và cô là thủ khoa. Middlebury là Đại học Giáo dục Khai phóng tốt thứ 4 tại Mỹ trong bảng xếp hạng của US News & World Report vào năm 2018 (hiện đứng thứ 7 trong bảng xếp hạng năm 2020, đồng hạng với Đại học Claremont McKenna và Đại học Carleton).
Đội thể thao Middlebury Panthers thi đấu 31 môn trong liên đoàn NESCAC. Trường được biết đến với các chương trình sau đại học tập trung vào văn học, ngôn ngữ, khoa học chính trị và kinh doanh.

## Học thuật

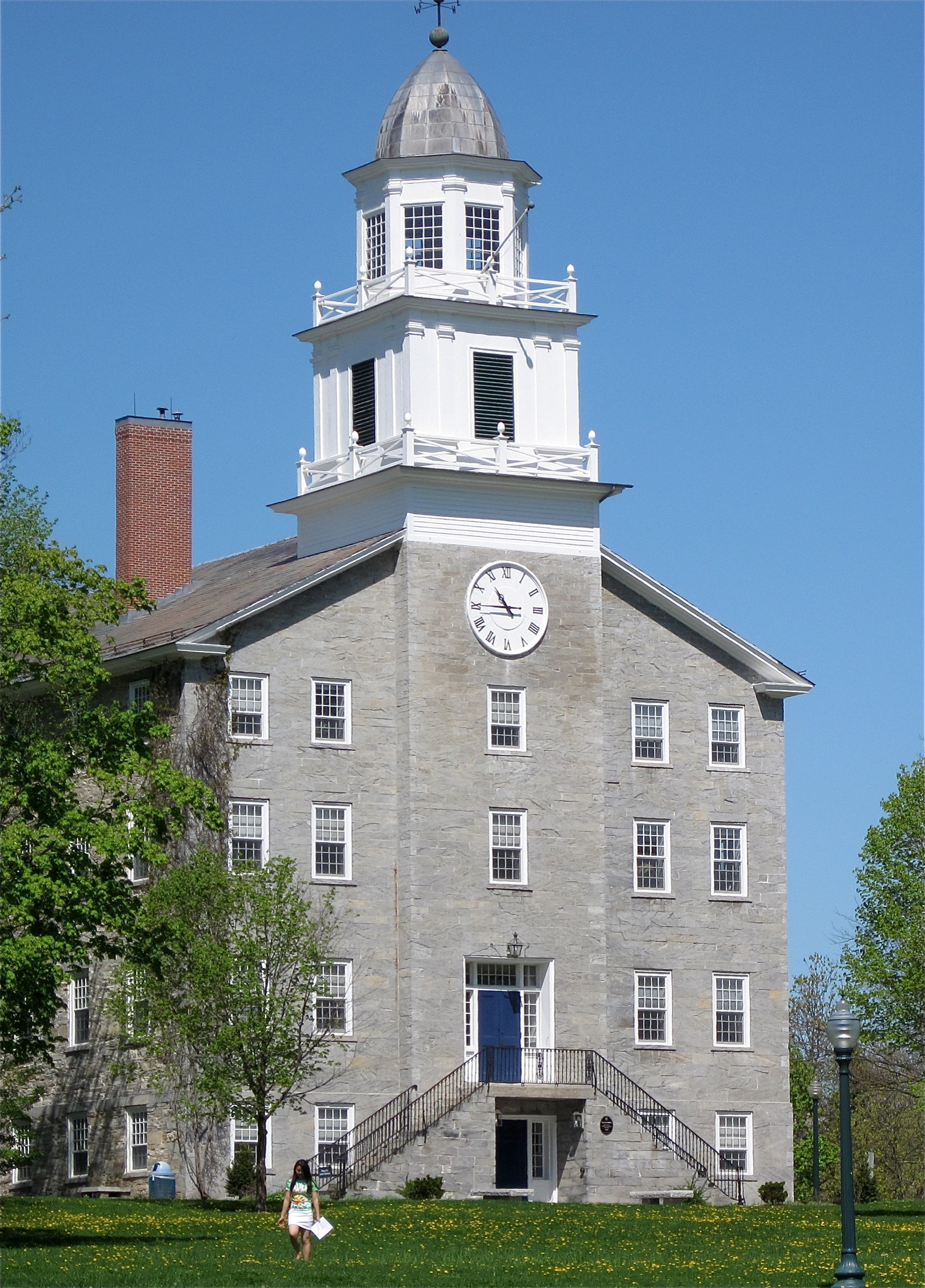
Nhà nguyện cũ, hoàn thành năm 1836, từng là tòa nhà học thuật chính của Middlebury trong một thế kỷ

Các chuyên ngành phổ biến nhất tại Middlebury gần đây là: kinh tế, nghiên cứu quốc tế, văn học Anh và Mỹ, khoa học chính trị, tâm lý học và nghiên cứu môi trường. Gần 30% học sinh tốt nghiệp lấy bằng kép hoặc kết hợp chung hai ngành học.
Năm học tại đây được sắp xếp theo lịch 4-1-1 bao gồm hai học kỳ (mỗi kỳ gồm bốn khóa) vào mùa thu và mùa xuân cộng với một khóa học được gọi là "Học kỳ Mùa đông" vào tháng 1. Học kỳ tháng 1 này cho phép sinh viên đăng ký vào một khóa học chuyên sâu, theo đuổi nghiên cứu độc lập hoặc hoàn thành chương trình thực tập ngoài trường. Các khóa học mùa Đông được giảng dạy bởi sự kết hợp giữa giảng viên truyền thống và giảng viên đặc biệt.

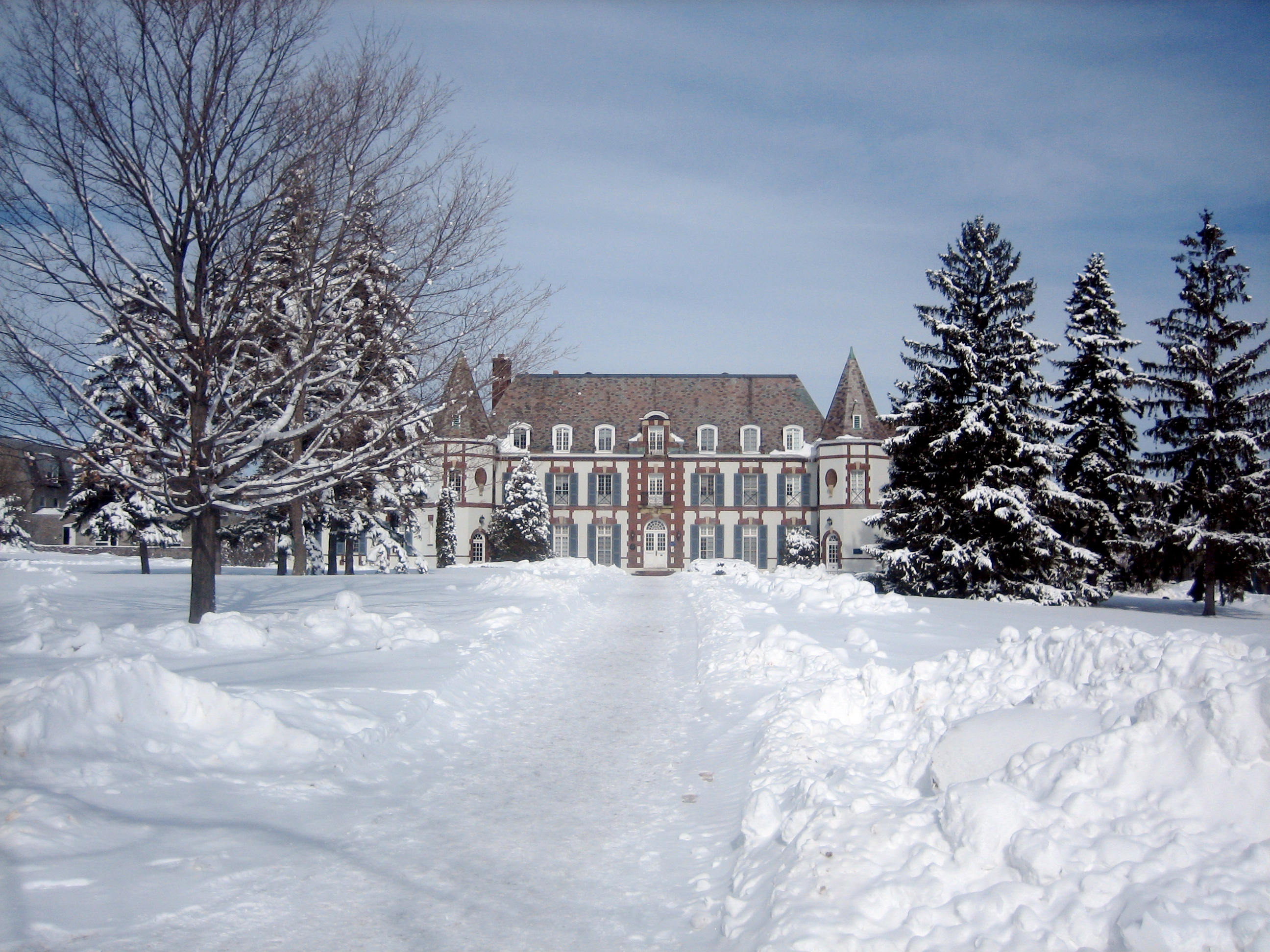
Le Chateau, được xây dựng vào năm 1925, là ngôi nhà của Khoa tiếng Pháp của trường và phục vụ như một hội trường sinh viên

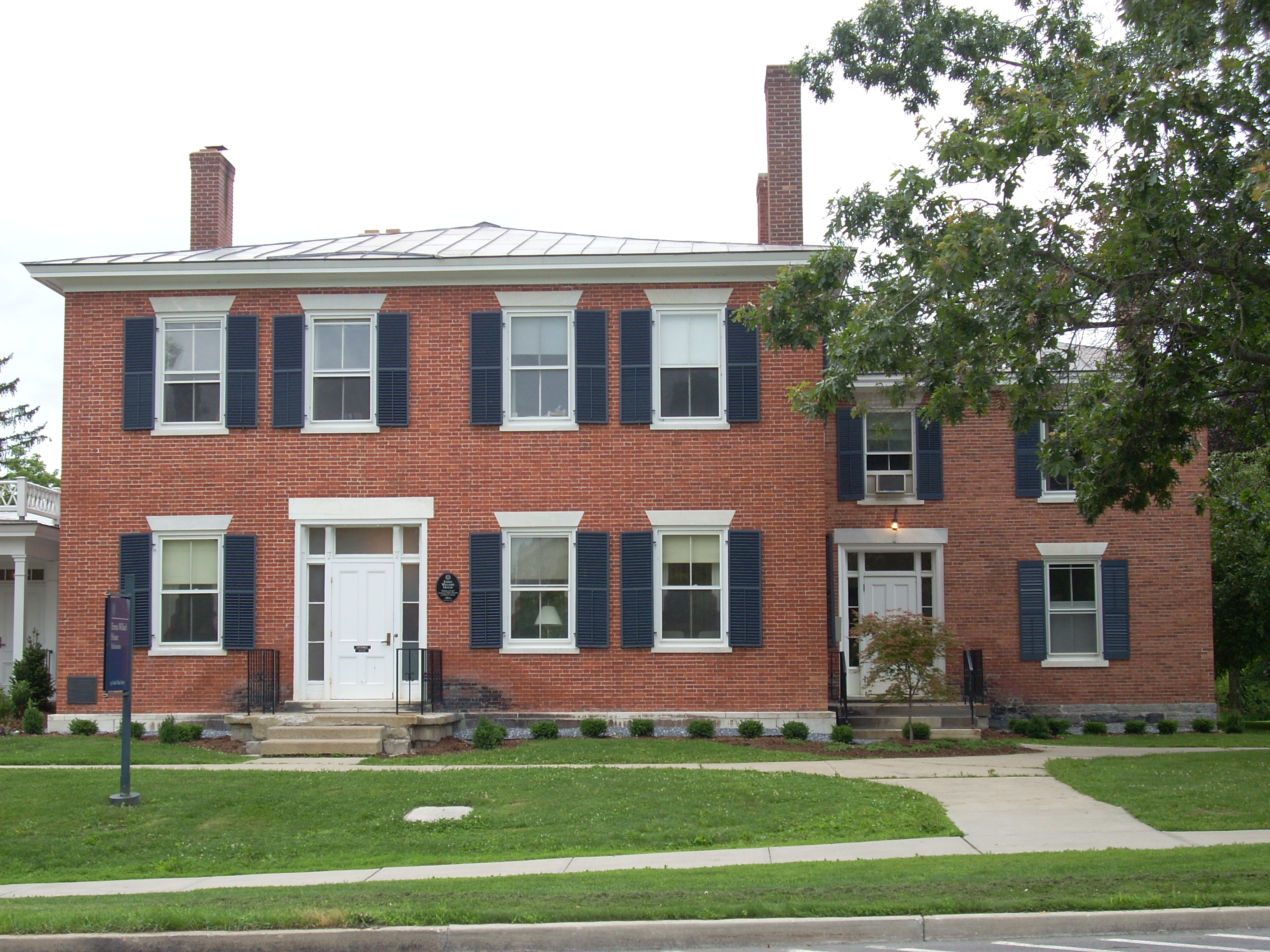
Nhà Emma Willard, một di tích lịch sử quốc gia, là Văn phòng tuyển sinh của Middlebury

## Tuyển sinh
Quỹ Carnegie xếp Middlebury là một trong những trường có mức độ "chọn lọc nhất" trong tuyển sinh với toàn bộ sinh viên năm nhất từng sỡ hữu điểm kiểm tra trong top 20% kỳ thi tú tài. Vào năm 2019, trường Đại học chỉ nhận 1.547 sinh viên trong số hơn 9.750 ứng viên nộp đơn, tương ứng vởi tỉ lệ trúng tuyển là 16%.
Middlebury tuyển sinh khoảng 600 sinh viên để bắt đầu vào học kỳ mùa thu và thêm 100 nữa để bắt đầu vào mùa xuân. Những người được chấp nhận cho chương trình tuyển sinh mùa thu bắt đầu năm học vào tháng 9 và được gọi là "Regs." Những người được chấp nhận cho chương trình tuyển sinh mùa xuân bắt đầu năm học vào tháng Hai và được gọi là "Febs." Học sinh được chấp nhận vào chương trình tháng hai sử dụng học kỳ mùa thu để đi du lịch, tình nguyện, ghi danh tại các trường Đại học khác hoặc làm việc.
Báo cáo Tài chính cá nhân của Kiplinger xếp Middlebury ở vị trí thứ 8 trong bảng xếp hạng năm 2016 về các trường Đại học Giáo dục Khai phóng có giá trị tốt nhất và đứng thứ 16 trong số tất cả các trường Đại học ở Hoa Kỳ.

## Xếp hạng
US News & World Report xếp Middlebury là Đại học Giáo dục Khai phóng tốt thứ 7 trên toàn nước Mỹ vào năm 2020 và phân loại trường trong nhóm các trường "khó vào nhất." Trường cũng được xếp thứ 7 cả nước trong số "trường Đại học được cựu sinh viên yêu quý nhất," được đo bằng tỷ lệ phần trăm cựu sinh viên quyên góp cho trường cũ của họ, vào năm 2012.
Tạp chí Princeton vào năm 2016 đã xếp hạng Middlebury ở vị trí thứ 2 về "Trường tạo ra tác động đáng kể nhất," thứ 9 trong nhóm "Được học sinh yêu quý nhất" và nằm trong "Top 50 trường Đại học bảo vệ môi trường nhất," thứ 16 cho "Trải nghiệm lớp học tốt nhất," thứ 18 cho "Chất lượng cuộc sống tốt nhất" và "Sinh viên hạnh phúc nhất."
Bảng xếp hạng 2015 của Parchment xếp Middlebury đứng thứ 9 toàn quốc và Thứ 2 trong số các Đại học Giáo dục Khai phóng mà sinh viên muốn vào học nhất.
Washington Weekly xếp hạng trường thứ 6 trong bảng xếp hạng Đại học Giáo dục Khai phóng vào năm 2019 dựa trên đóng góp của họ cho lợi ích công cộng thông qua di động xã hội, nghiên cứu và thúc đẩy dịch vụ công cộng. Năm 2012, Tạp chí Alumni Factor đo lường sự thành công của cựu sinh viên tại Mỹ và đã xếp hạng Middlebury thứ 7 trên toàn quốc.

## Khuôn viên
Khuôn viên chính của trường rộng 350 mẫu Anh (1,4 km2) nằm ở Thung lũng Champlain giữa phía đông Dãy núi Xanh của Vermont và phía tây Dãy núi Adirondack của New York. Khuôn viên trường nằm trên một ngọn đồi ở phía tây của Làng Middlebury, một ngôi làng truyền thống của Vùng New England nằm ở trung tâm thác nước Otter Creek.